# What I Did for Love
«What I Did for Love» es una canción realizada por el disc jockey y productor francés David Guetta, con la colaboración de la cantante británica Emeli Sandé. Se lanzó el 22 de febrero de 2015 como el tercer sencillo oficial y sexto en general del álbum Listen. Guetta compuso la canción junto a Alicia Keys, Breyan Isaac, Jason Evigan, Sam Martin, Sean Douglas y Giorgio Tuinfort. Este último participó de la producción junto a Guetta.
La edición del sencillo tuvo su promoción en la versión británica de The X Factor con la interpretación de Guetta y Sande, el 22 de noviembre de 2014. Alcanzó la sexta ubicación en la lista de sencillos del Reino Unido. Además fue un éxito en Israel y se ubicó en los diez primeros en las listas de en Austria y Hungría, así como en los veinte primeros en Australia, Alemania e Irlanda.
Se grabó una nueva versión con la colaboración de la cantante japonesa Namie Amuro, la cual fue incluida en el álbum de Amuro, Genic y lanzado como sencillo el 1 de julio de 2015. Esta versión también fue incluida a modo de bonus track en el relanzamiento de Listen, llamado Listen Again pero en su versión japonesa.

## Lista de canciones
| Descarga digital |                                         |          |  |
| N.º              | Título                                  | Duración |  |
| 1.               | «What I Did for Love» (con Emeli Sandé) | 3:27     |  |

| Descarga digital (EP de Remixes) |                                                |          |  |
| N.º                              | Título                                         | Duración |  |
| 1.                               | «What I Did for Love» (VINAI remix)            | 4:38     |  |
| 2.                               | «What I Did for Love» (Morten remix)           | 5:05     |  |
| 3.                               | «What I Did for Love» (Quentin Mosimann remix) | 6:00     |  |
| 4.                               | «What I Did for Love» (TEEMID remix)           | 3:26     |  |
| 5.                               | «What I Did for Love» (PANG! remix)            | 5:38     |  |
| 6.                               | «What I Did for Love» (Versión extendida)      | 5:30     |  |

## Posicionamiento en listas y certificaciones
| País         | Lista (2014–15)         | Mejor posición |
| ------------ | ----------------------- | -------------- |
| Alemania     | Media Control AG        | 16             |
| Australia    | ARIA Singles Chart      | 20             |
| Austria      | Ö3 Austria Top 40       | 10             |
| Bélgica      | Ultratop 50 flamenca    | 24             |
| Bélgica      | Ultratop 50 valona      | 35             |
| Colombia     | Monitor Latino          | 17             |
| Escocia      | Scottish Singles Top 40 | 4              |
| España       | PROMUSICAE              | 31             |
| Francia      | SNEP Charts             | 30             |
| Hungría      | Single Top 40           | 12             |
| Irlanda      | Irish Singles Chart     | 12             |
| Israel       | Media Forest            | 1              |
| Italia       | FIMI Singles Chart      | 37             |
| Países Bajos | Dutch Top 40            | 34             |
| Reino Unido  | UK Singles Chart        | 6              |
| Reino Unido  | UK Dance Chart          | 1              |
| Suecia       | Sverigetopplistan       | 58             |
| Suiza        | Schweizer Hitparade     | 37             |

### Certificaciones
| País        | Organismo certificador | Certificación | Simbolización | Ventas  | Ref.   |
| ----------- | ---------------------- | ------------- | ------------- | ------- | ------ |
| Italia      | FIMI                   | Oro           | ●             | 25 000  | [ 21 ] |
| Reino Unido | BPI                    | Oro           | ●             | 400 000 | [ 22 ] |
| Suecia      | IFPI Suecia            | Oro           | ●             | 40 000  | [ 23 ] |